# تیدلی
تیدلی (به فرانسوی: Tidli) یک کومون در مراکش است که در استان ورززات واقع شده‌است. تیدلی ۱۴٬۶۶۰ نفر جمعیت دارد.